# Kelvin Castillo
Kelvin Roberto Castillo García (Tela, Atlántida, Honduras, 8 de septiembre de 1985) es un futbolista hondureño. Juega como portero y su equipo actual es el Club Deportivo Honduras de El Progreso de la Liga Nacional de Honduras.

## Clubes
| Club              | País     | Año         |
| ----------------- | -------- | ----------- |
| Marathón          | Honduras | 2008 - 2012 |
| Deportes Savio    | Honduras | 2012 - 2014 |
| Honduras Progreso | Honduras | 2014 -      |

## Palmarés

### Campeonatos nacionales
| Título          | Club              | País     | Año  |
| --------------- | ----------------- | -------- | ---- |
| Torneo Apertura | Marathón          | Honduras | 2008 |
| Torneo Apertura | Marathón          | Honduras | 2009 |
| Torneo Apertura | Honduras Progreso | Honduras | 2015 |